# Boliviaans voetbalelftal in 1987
Het Boliviaans voetbalelftal speelde in totaal vier officiële interlands in het jaar 1987, waaronder twee wedstrijden bij de strijd om de Copa América in Brazilië. La Verde ("De Groenen") stond onder leiding van bondscoach Osvaldo Veiga.

## Balans
| Wedstrijden | Wedstrijden | Wedstrijden | Wedstrijden | Doelpunten | Doelpunten | Doelpunten | Punten |
| Gespeeld    | Winst       | Gelijk      | Verlies     | Voor       | Tegen      | Saldo      | Punten |
| ----------- | ----------- | ----------- | ----------- | ---------- | ---------- | ---------- | ------ |
| 4           | 0           | 1           | 3           | 1          | 6          | –5         | 0.250  |

## Interlands
|                                                    |         |                                      |          |                                                                                  |
| 14 juni Vriendschappelijk № 165 «onderlinge duels» | Bolivia | 0 – 2                                | Paraguay | Estadio Ramón Tahuichi, Santa Cruz Toeschouwers: 22.000 Scheidsrechter: onbekend |
| 14 juni Vriendschappelijk № 165 «onderlinge duels» |         | 38' Ramón Palacios 88' Justo Jacquet |          | Estadio Ramón Tahuichi, Santa Cruz Toeschouwers: 22.000 Scheidsrechter: onbekend |

|                                                    |                                           |       |                  |                                                                                            |
| 23 juni Vriendschappelijk № 166 «onderlinge duels» | Uruguay                                   | 2 – 1 | Bolivia          | Estadio Centenario, Montevideo Toeschouwers: onbekend Scheidsrechter: Roberto Otello (URU) |
| 23 juni Vriendschappelijk № 166 «onderlinge duels» | Gustavo Matosas 41' Antonio Alzamendi 51' |       | 22' Carlos Borja | Estadio Centenario, Montevideo Toeschouwers: onbekend Scheidsrechter: Roberto Otello (URU) |

| Copa América |
| ------------ |

|                                                       |         |       |          |                                                                                             |
| 28 juni Copa América Groep C № 167 «onderlinge duels» | Bolivia | 0 – 0 | Paraguay | Estadio Gigante de Arroyito, Rosario Toeschouwers: 5.000 Scheidsrechter: Enrique Labó (PER) |
| 28 juni Copa América Groep C № 167 «onderlinge duels» |         |       |          | Estadio Gigante de Arroyito, Rosario Toeschouwers: 5.000 Scheidsrechter: Enrique Labó (PER) |

|                                                      |         |                                           |          |                                                                                              |
| 1 juli Copa América Groep C № 168 «onderlinge duels» | Bolivia | 0 – 2                                     | Colombia | Estadio Gigante de Arroyito, Rosario Toeschouwers: 5.000 Scheidsrechter: Gaston Castro (CHI) |
| 1 juli Copa América Groep C № 168 «onderlinge duels» |         | 34' Carlos Valderrama 89' Arnoldo Iguarán |          | Estadio Gigante de Arroyito, Rosario Toeschouwers: 5.000 Scheidsrechter: Gaston Castro (CHI) |

## Statistieken
| Marco Antonio Barrero | 1962-01-26 | Club Bolívar      | 4 | 0 | 0 | 4  | 0 |
| Luis Galarza          | 1950-12-26 | Club Always Ready | 0 | 1 | 0 | 8  | 0 |
| Verdediging           |            |                   |   |   |   |    |   |
| Carlos Arias          | 1956-08-26 | Club Bolívar      | 4 | 0 | 0 | 9  | 0 |
| Rolando Coimbra       | 1960-02-25 | Club Blooming     | 4 | 0 | 0 | 15 | 0 |
| Wilson Ávila          | 1960-04-19 | Oriente Petrolero | 4 | 0 | 0 |    |   |
| Félix Vera            | 1961-05-17 | Jorge Wilstermann | 3 | 0 | 0 |    |   |
| Miguel Ángel Noro     | 1961-08-22 | Club Blooming     | 3 | 0 | 0 | 9  | 0 |
| Eduardo Villegas      | 1964-03-29 | The Strongest     | 3 | 0 | 0 | 8  | 0 |
| Rómer Roca            | 1966-07-01 | Oriente Petrolero | 1 | 0 | 0 | 1  | 0 |
| Marciano Saldías      | 1966-04-25 | Oriente Petrolero | 1 | 0 | 0 | 5  | 0 |
| Middenveld            |            |                   |   |   |   |    |   |
| Carlos Borja          | 1956-12-25 | Club Bolívar      | 4 | 0 | 1 |    |   |
| Federico Justiniano   | 1964-07-18 | Club Destroyers   | 3 | 0 | 0 |    |   |
| José Milton Melgar    | 1959-09-20 | Boca Juniors      | 1 | 0 | 0 |    |   |
| Mauricio Ramos        | 1969-09-23 | Club Destroyers   | 1 | 0 | 0 | 1  | 0 |
| Antonio Revuelta      | 1966-03-02 | Nacional Potosí   | 1 | 0 | 0 |    |   |
| Óscar Ramírez         | 1961-07-29 | Oriente Petrolero | 0 | 2 | 0 |    |   |
| Aanval                |            |                   |   |   |   |    |   |
| Roly Paniagua         | 1966-11-14 | Club Blooming     | 4 | 0 | 0 |    |   |
| Álvaro Peña           | 1966-02-11 | Club Blooming     | 3 | 0 | 0 | 3  | 0 |
| Víctor Hugo Antelo    | 1964-11-02 | Oriente Petrolero | 1 | 0 | 0 | 6  | 1 |
| Gastón Taborga        | 1960-11-11 | Club Blooming     | 1 | 0 | 0 | 17 | 2 |
| Silvio Rojas          | 1959-11-03 | Club Blooming     | 0 | 1 | 0 | 24 | 5 |

FBF · A-internationals · Selecties · Bondscoaches · Statistieken · Boliviaans vrouwenelftal · Olympisch elftal · Bolivia U21 · Bolivia U20 · Bolivia U19 · Bolivia U18 · Bolivia U17
1926–1949 · 
1950–1959 · 
1960–1969 · 
1970–1979 · 
1980–1989 · 
1990–1999 · 
2000–2009 · 
2010–2019 ·
2020−2029
CC 1999
WK 1930 · 
WK 1950 · 
WK 1994
1926 · 
1927 · 
1927 · 1928 · 1929 · 
1930 · 
1931 · 1932 · 1933 · 1934 · 1935 · 1936 · 1937 · 
1938 · 
1939 · 1940 · 1941 · 1942 · 1943 · 1944 · 
1945 · 
1946 · 
1947 · 
1948 · 
1949 · 
1950 · 
1951 · 1952 · 
1953 · 
1954 · 1955 · 1956 · 
1957 · 
1958 · 
1959 · 
1960 · 
1961 · 
1962 · 
1963 · 
1964 · 
1965 · 
1966 · 
1967 · 
1968 · 
1969 · 
1970 · 
1971 · 
1972 · 
1973 · 
1974 · 
1975 · 
1976 · 
1977 · 
1978 · 
1979 · 
1980 · 
1981 · 
1982 · 
1983 · 
1984 · 
1985 · 
1986 · 
1987 · 
1988 · 
1989 · 
1990 · 
1991 · 
1992 · 
1993 · 
1994 · 
1995 · 
1996 · 
1997 · 
1998 · 
1999 · 
2000 · 
2001 · 
2002 · 
2003 · 
2004 · 
2005 · 
2006 · 
2007 · 
2008 · 
2009 · 
2010 ·
2011 · 
2012 · 
2013 · 
2014 · 
2015 · 
2016 ·
2017 ·
2018 ·
2019 ·
2020 ·
2021 ·
2022 ·
2023 ·
2024
Algerije ·
Andorra ·
Argentinië ·
Brazilië ·
Bulgarije · 
Chili ·
Colombia ·
Costa Rica ·
Cuba ·
Curaçao ·
DDR ·
Duitsland ·
Ecuador ·
Egypte ·
El Salvador ·
Finland ·
Frankrijk ·
Griekenland ·
Guatemala ·
Guyana ·
Haïti ·
Honduras ·
Hongarije ·
Ierland ·
IJsland ·
Irak ·
Iran ·
Jamaica ·
Japan ·
Joegoslavië ·
Kameroen ·
Letland ·
Mexico ·
Myanmar ·
Nicaragua ·
Noord-Korea ·
Oezbekistan ·
Panama ·
Paraguay ·
Peru ·
Polen ·
Portugal ·
Roemenië ·
Rusland ·
Saoedi-Arabië ·
Senegal ·
Servië ·
Slowakije ·
Spanje ·
Trinidad en Tobago ·
Tsjecho-Slowakije ·
Uruguay ·
Venezuela ·
Verenigde Arabische Emiraten ·
Verenigde Staten ·
Zuid-Afrika ·
Zuid-Korea ·
Zwitserland